# Coparentalidade
A coparentalidade é uma iniciativa empreendida por pais que juntos assumem a socialização, o cuidado e a educação dos filhos pelos quais compartilham responsabilidades iguais. O relacionamento coparental difere de um relacionamento íntimo entre adultos porque se concentra apenas na criança. O termo equivalente em biologia evolutiva é cuidado biparental, em que o investimento parental é fornecido pela mãe e pelo pai.
O significado original de coparentalidade estava relacionado principalmente a famílias nucleares. No entanto, desde a Convenção das Nações Unidas sobre os Direitos da Criança, de 20 de novembro de 1989, o princípio de que uma criança deve continuar a manter uma relação forte com ambos os pais, mesmo se separada, tornou-se um direito mais reconhecido. Assim, o conceito de coparentalidade foi estendido a pais divorciados e separados e também a pais que nunca viveram juntos.

## Pais casados e coabitantes
Os filhos se beneficiam de mais coparentalidade, mas a quantidade de coparentalidade varia entre os casais. Bryndl Hohmann-Marriott descobriu que o nível de coparentalidade colaborativa era maior entre os pais solteiros que coabitavam e entre aqueles que se casaram em resposta a uma gravidez, em comparação com casais que engravidaram durante o casamento.
Em um casamento com rendimentos de pais compartilhados, os cuidados com os filhos são divididos igualmente ou aproximadamente igualmente entre os dois pais. Em um casamento entre os pais, os pais vivem e criam seus filhos juntos em um casamento baseado em um propósito, sem intimidade física ou expectativa de compartilhar amor romântico mútuo. O reconhecimento pode variar conforme a jurisdição.

## Pais separados
A co-parentalidade pós-separação descreve uma situação em que dois pais trabalham juntos para criar um filho depois que se divorciaram, se separaram ou nunca viveram juntos. Os defensores da coparentalidade se opõem ao hábito de conceder a custódia de uma criança exclusivamente a um dos pais solteiros e promovem a parentalidade compartilhada como uma proteção do direito das crianças de continuar a receber cuidados e amor de todos os pais. Estudos epidemiológicos demonstraram que a guarda compartilhada e outros acordos em que as crianças têm maior acesso a ambos os pais levam a melhores resultados físicos, mentais e de saúde para as crianças.
A coparentalidade eletiva, também conhecida como parceria parental ou parentalidade parceira, pode ser usada como uma escolha por indivíduos que procuram ter filhos, mas que não desejam entrar em um relacionamento convencional. Este fenômeno foi uma prática comum para gays e lésbicas no passado, o conceito tornou-se recentemente mais comum entre homens e mulheres heterossexuais, bem como assexuais e arromânticos.

## Coparentalidade por mais de dois adultos
Sujeito às leis de seu país de residência, mais de dois adultos podem entrar em um acordo formal para cuidar de uma criança juntos, embora apenas dois deles possam receber a custódia legal oficial na maioria dos países. A Holanda está considerando uma nova lei que torna legal a concessão da custódia oficial de até quatro coparentes (copaternidade, comaternidade, conaternidade). Em um caso, uma família de quatro pais, composta por um casal de gays e um de lésbicas, cuida de seus filhos com base em um acordo formal. Nesses casos, os termos pluriparentalidade ou multiparentalidade são usados para denominar essas estruturas familiares.